# Варга, Юдит
Юдит Варга (венг. Varga Judit; род. 10 сентября 1980 года, Мишкольц) — венгерский юрист, политический и государственный деятель. Член партии «Фидес». Депутат Государственного собрания (парламента) Венгрии (2022—2024), министр юстиции (2019—2023), государственный секретарь Венгрии по делам Европейского союза в офисе премьера Венгрии (2018—2019).

## Биография
Родилась 10 сентября 1980 года в Мишкольце.
В 1993—1999 гг. училась в Авасской гимназии в Мишкольце. В 1999 году поступила на факультет политологии и права университета Мишкольца, в 2002—2004 гг. получала республиканскую стипендию. В 2003 году получила стипендию студенческой инициативы Erasmus Высшей школы экономики и экологии Нюртинген-Гайслинген. В 2001—2004 гг. была капитаном баскетбольной команды университета второго дивизиона лиги (NB I. B). Окончила факультет политологии и права Университета Мишкольца с отличием (summa cum laude) в 2004 году. В 2005—2009 гг. была членом концертной группы Будапештского университета. В 2009 году сдала квалификационный экзамен на адвоката.
С сентября 2004 года по октябрь 2005 года стажировалась в юридической фирме Freshfields Bruckhaus Deringer в Будапеште, с ноября 2005 года по август 2006 года — в Hogan & Hartson в Будапеште, с сентября 2006 года по август 2009 года — в Будапештском региональном суде и Центральном районном суде Пешта. С августа 2009 года работала политическим советником депутата Европейского парламента: в офисе Яноша Адера, до его избрания президентом Венгрии в мае 2012 года, затем в офисе Эрика Банки до мая 2014 года, затем в офисе Дьёрдя Хёлвеньи.
22 мая 2018 года получила должность государственного секретаря по делам Европейского союза в офисе премьер-министра. 12 июля 2019 года получила портфель министра юстиции в четвёртом кабинете Орбана под руководством премьер-министра Виктора Орбана. Сменила Ласло Трочани.
По результатам парламентских выборов 3 апреля 2022 года избрана депутатом Государственного собрания (однопалатного парламента) Венгрии по национальному списку «Фидес». Получила мандат 2 мая. После ухода из правительства, с 1 августа 2023 года — председатель Комитета по европейским делам.
Ушла в отставку с поста министра юстиции Венгрии 31 июля 2023 года, чтобы возглавить список «Фидес» на выборах в Европейский парламент в июне 2024 года. 10 февраля 2024 года подала в отставку с поста депутата парламента вместе с президентом Каталин Новак на фоне скандала с помилованием замдиректора детского дома из Бичке.
Владеет английским, немецким, французским и испанским языками.

## Занятия музыкой
Играет на скрипке. Выступает на публике. Среди записей — «Мрачное воскресенье» венгерского композитора Режё Шереша.

## Личная жизнь
Разведена с марта 2023 года. Бывший муж — Петер Мадьяр (Magyar Péter). Имеет троих детей.